# 中村インディア
中村 インディア （なかむら インディア）は、日本のダンサー・振付家。東京都出身。　

## 来歴
幼少期からバレエを始め、トルコ辺境の街エディルネにてジプシーの祭りに紛れ込み、そこでのジプシーたちの踊りに衝撃を受けダンスに本格的に取り組むことを決める。
2013年には講談社主催の「ミスiD2014」に応募。「明日のアイドルの話をしよう賞」（特別賞）を受賞。
2016年7月、同じミスiD出身の水野しず、私。とパフォーマンスアートチーム「カリスマサイド」を結成。

## 人物
- 「時代が違えば一国の運命を狂わす踊り子」[3]
- 「彼女ならダンスで王国を滅ぼすことも、作ることも出来る」[4]
- パリオリンピックまでにパリのクレイジーホースのようなキャバレーを作るという夢がある。
- キャバレー、ヴォードヴィル、を中心としたダンス文化に造詣が深い。

## 出演
- PARCO　シブカル祭。2014。　シブカル祭。2015
- FUJI ROCK FESTIVAL 2014
- Tokyo Idol Festival 2014, 2015

### テレビ
- LoGirl（テレビ朝日)
- ダウンタウンDX
- おしゃべりオジサンと怒れる女（2017年10月7日、テレビ東京）– カリスマサイドとして出演[5]

### ラジオ
- RADIO BOHEMIA
- 竹友あつきのズルいよラジオ
- トミタ栞の「だめラジオ」（横浜FM）

### 雑誌
- 講談社「FRIDAY」
- 株式会社プレビジョン　「FREECELL」

### 作品
- 「透明人間　再出発」谷郁雄（詩） ／ 青山裕企（写真）（著）

### MV
- さよならポニーテール『無気力スイッチ』
- kuruucrew 『dreamfloor』

## 振付アレンジ
- PASSPO「ワンマンフライトツアー2015」内楽曲『Shang Shang シャンデリア』『君色のサンバ』